# Edesseos
Der Edesseos (griechisch Εδεσσαίος (m. sg.)) ist ein Fluss in der griechischen Region Zentralmakedonien. Er ist bekannt für seine Wasserfälle ⊙, eine Attraktion der Gemeinde Edessa. Der Edesseos entspringt am Berg Voras, nördlich des Vegoritida-Sees und fließt von dort in östlicher Richtung. Er bildet die kleine Schlucht, die als die Schlucht von Edessa (στενά της Έδεσσας) bekannt ist. Weiter östlich speist er das Wasserkraftwerk von Agras und tritt dann in das Gebiet der Stadt Edessa ein, welche er durchströmt. Am Ausgang der Stadt bildet der Fluss dann die bekannten Wasserfälle. Der Karanos (Κάρανος) hat eine Höhe von 70 m und ist der zweithöchste Wasserfall in Griechenland. Wenige Kilometer weiter östlich vereinigt sich der Fluss in einem künstlich geschaffenen Flussbett mit dem Moglenitsas, der sein Wasser schließlich dem Aliakmonas zuführt. Der Fluss hat eine Länge von 29 km.

## Galerie

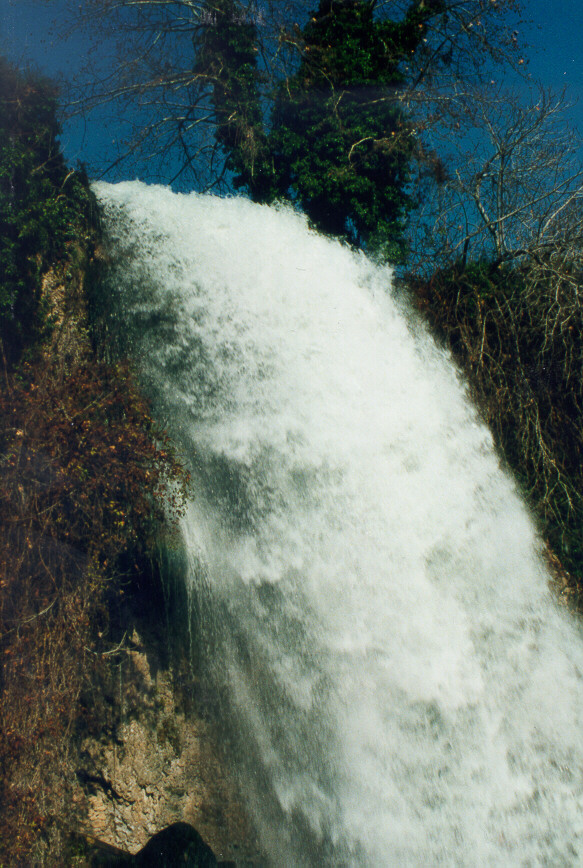
Der Haupt-Wasserfall
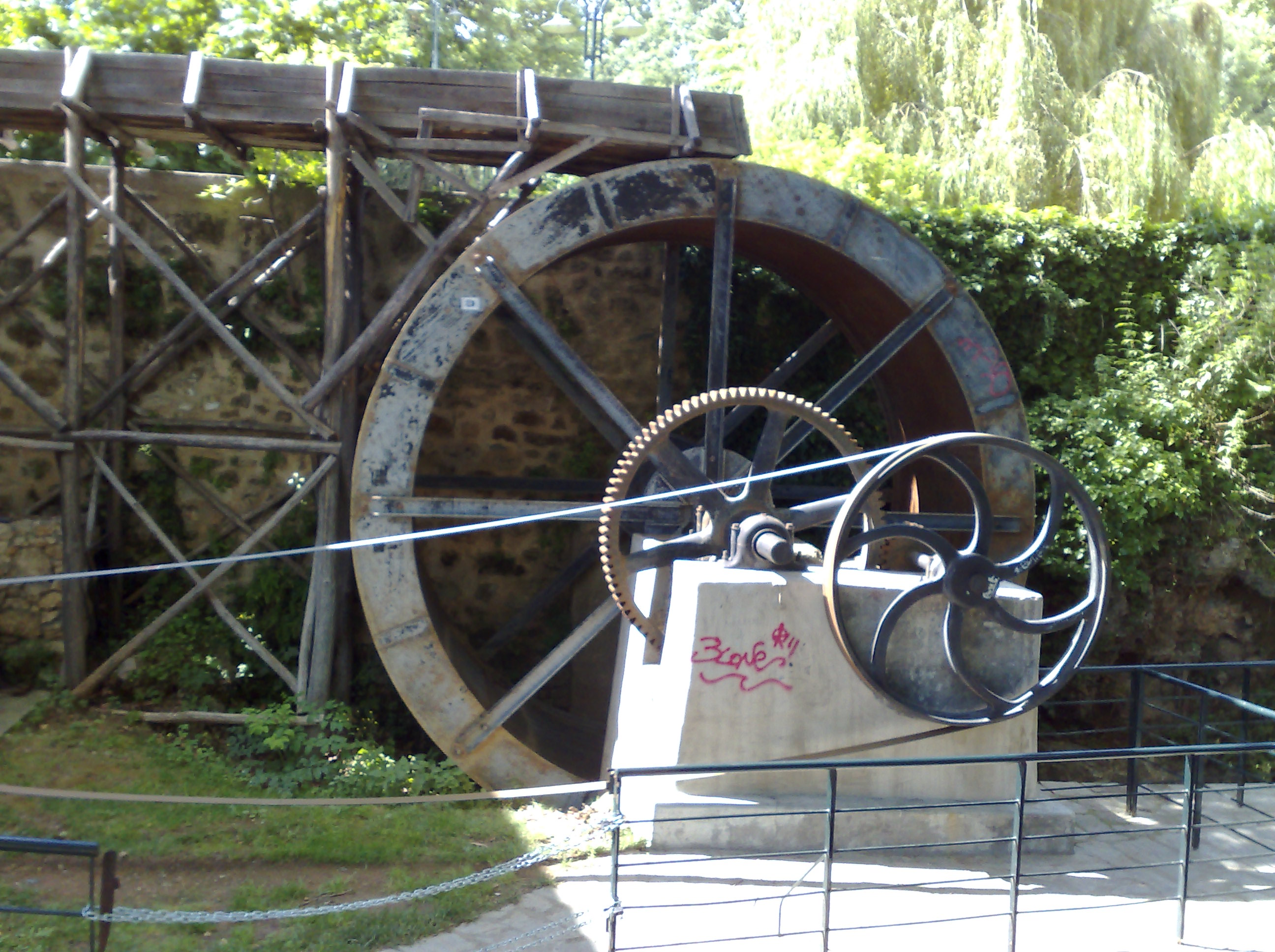
Wassermühle
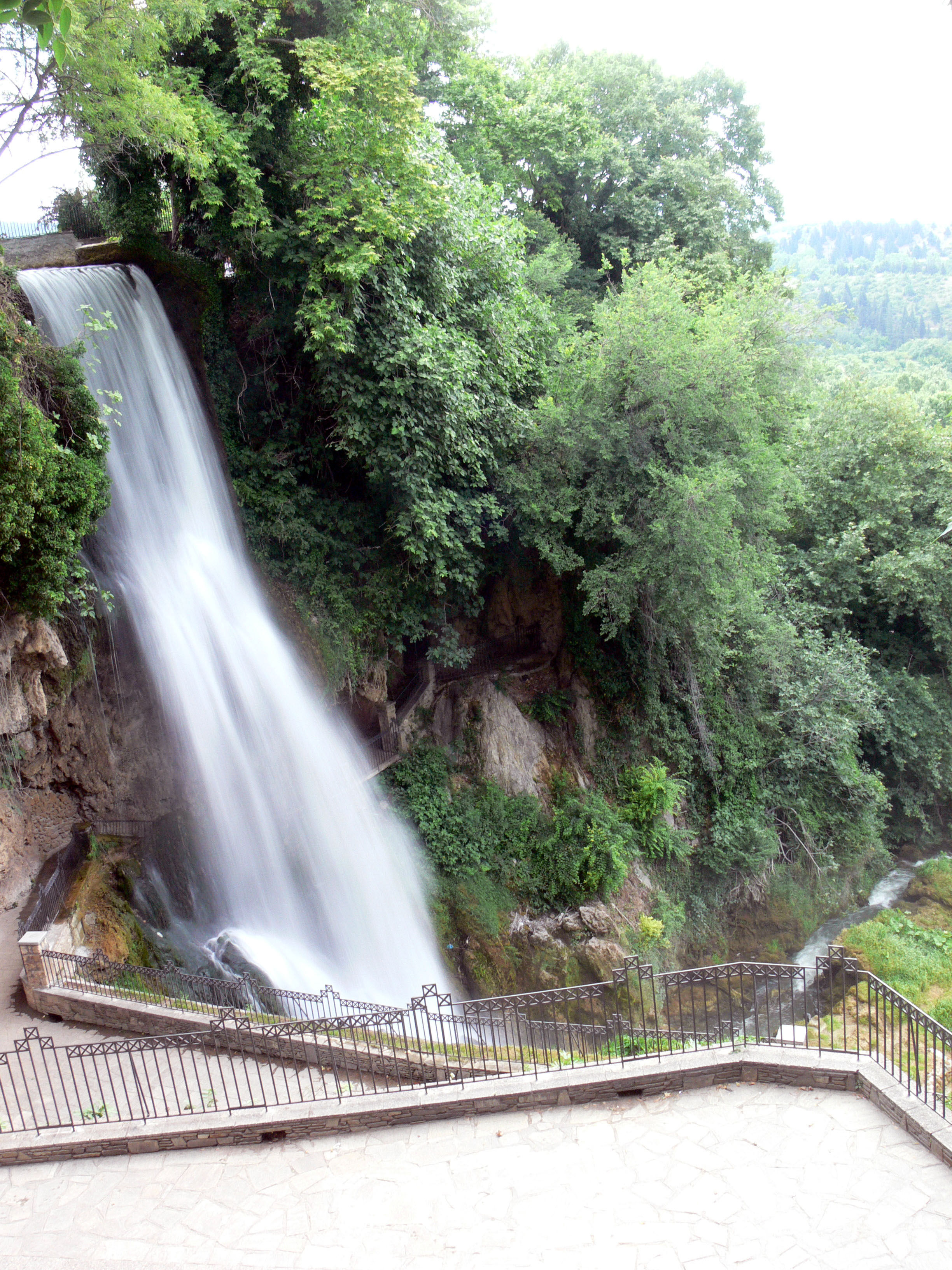
Wasserfall "Karanos"
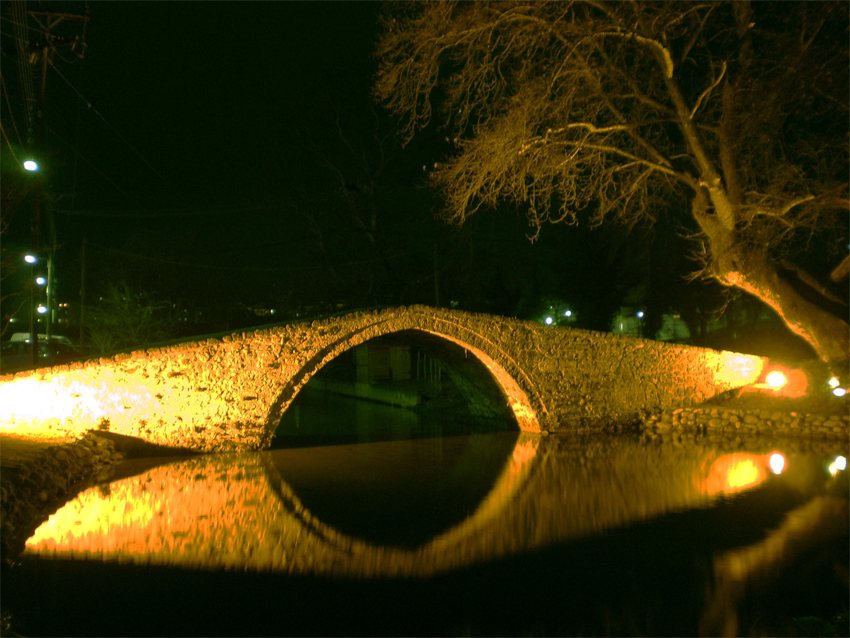
An der byzantinischen Brücke "Kioupri" (Κιουπρί)

## Weblink
- Homepage der Gemeinde Edessa